# Borka Géza
Borka Géza (Gúta, 1894. július 11. – Kaposvár, 1977. június 17.) költő, író, tanár, lapszerkesztő, színműíró.

## Élete
Középiskoláit Komáromban, Pozsonyban és Győrben, a főiskolát Pannonhalmán és Budapesten végezte. 1913-ban belépett a bencés rendbe, ahonnan 1917-ben távozott. Latin-magyar szakos tanári oklevelet 1922-ben, bölcsészdoktorátust 1923-ban szerzett a finnugor számnevekről készített disszertációjával. 1923–1944 között a komáromi bencés gimnázium tanára volt. Később Gútán, majd 1945 után Kaposváron tanított. Az ötvenes években az ÁVO politikai tevékenysége miatt letartóztatta és pár évet börtönben töltött. Tudós tanárként 1964-ig tanított a kaposvári Táncsics Mihály Gimnáziumban, ahol a "Borka Centenárium" alkalmából hálás tanítványai márvány táblát helyeztek el. Ötvenéves tanári tevékenysége elismeréseként 1972-ben kitüntették.
1929-1937 között a Szivárvány, 1932-1936 között a Tábortűz gyermeklap főszerkesztője volt. A kassai Új Életet és a komáromi Közművelődés-Könyvtáréletet, valamint pedagógiai lapokat is szerkesztett. A komáromi Jókai Egyesület irodalmi osztályának titkári posztját is betöltötte.
Versei jelentek meg a Komáromi Lapokban és az Új Aurórában. Népies hangvételű színdarabjait a műkedvelők gyakran játszották. Csehszlovákiai Magyar Közművelődési Szövetség egyik vezetője.

## Kitüntetései és emlékezete
- Magyar Népköztársaság Érdemrendje (1972)
- Emléktábla, Táncsics Mihály Gimnázium, Kaposvár (1994)
- Emléktábla, Gúta (2024)[2]

## Művei
- Bánatmalom. Komárom, 1920
- Magyar bánatok (versek). Komárom, 1920
- Gerde Tamás lánya (népszínmű). Rozsnyó, 1922
- Szavalókönyv, a tanuló ifjúság számára; szerk. Borka Géza; Spitzer Sándor, Komárno, 1925[3]
- Rozmaring. Népszínmű; zene Mihola Gyula; Egyesült Országos Keresztényszocialista és Magyar Nemzeti Párt, Pozsony, 193? (Barázda-könyvtár)
- Színpadi mókák, jelenetek a diák- és cserkészéletből; Tábortűz, Nové Zámky, 1930 (Tábortűz könyvtára)
- Borka Géza–Kocsis Károlyː Római régiségek. A csehszlovákiai magyar tanításnyelvű középiskolák felső osztályai számára; Metleschich Kálmán Ny., Komárno, 1932
- Göre Gábor a tsörkész előadáson. Vidám jelenet; Magyar Cserkészszövetség, Bp., 1933 (Magyar cserkész színdarabjai)
- A nadrág. Cserkész-tréfa; Magyar Cserkészszövetség, Bp., 1933 (Magyar cserkész színdarabjai)
- Rádióebéd. Cserkész-móka; Magyar Cserkészszövetség, Bp., 1933 (Magyar cserkész színdarabjai)
- Jókai kritikai reviziója. Nemzeti Kultúra, 1934
- Kis képeskönyv (Harmos Károly illusztrációival), 1935 k.
- Karikagyűrű. Budapest, 1936
- Muskátli. Olvasókönyv a római és görög kat. népisk. 4. évfolyama számára. Magyar nyelvtannal; szerk. Dinnyés Károly, Borka Béza, Vaskó Imre; Szt. Ágoston Társaság, Galánta, 1936
- A maharadzsa. Népies bohózat; zene Mihola Gyuszi; Kókai, Bp., 1937
- Áldomás / Csillagok. Vidám falusi játék, Mihola Gyuszi zenéjével; Kókai, Bp., 1937
- Muskátlis ablakok (népszínmű, 1937)
- A furfangos cigány. Vidám falusi játék; Kókai, Bp., 1937
- Műkedvelők tanácsadója; Unio, Komarno, 1937
- Borka Géza–Liszkay Zsuzsánna Eszterː Szól a mese róla... Mesék Jókairól. Költemények; Csehszlovák Grafikai Unió, Praha–Presov, 1938 (Az én könyvtáram)
- Aranylánc (népszínmű, 1941)
- Marci lánynézőben. Budapest, 1942
- Az olajfák hegyén. Komárom, 1942
- Karácsonyi krisztkindli Géza bácsitól. Gúta, 2014
- A három kívánság; Kultura, Bp., 1947 (A Magyar Falu Színpada)